# Veprinac
 Ovo je glavno značenje pojma Veprinac. Za druga značenja pogledajte Veprinac (razdvojba).
Veprinac (latinski: Veprinacium, talijanski: Apriano ili Vapriano, njemački: Wiprinatz ili Vapriniz, čakavski: Leprinac) srednjovjekovni je gradić u sastavu Opatije u Primorsko-goranskoj županiji koji obuhvaća sljedeća naselja: Andretići, Balači, Boni, Falalelići, Gašparići, Guštići, Katinići, Kolavići, Lučetići, Pehji, Perinići, Slavići, Stari Grad, Šimetići, Škofi, Špadići, Travičići, Tumpići, Vas, Vedež, Vlašići, Zagrad, Zatka i Zubinići.

## Stanovništvo
U Veprincu živi 981 stanovnik prema popisu stanovnika iz 2011. godine, a od toga 516 ženskih osoba i 465 muških.
| broj stanovnika | 840   | 858   | 802   | 913   | 1330  | 1930  | 1821  | 2586  | 605   | 603   | 583   | 577   | 646   | 736   | 853   | 981   | 1008  |
|                 | 1857. | 1869. | 1880. | 1890. | 1900. | 1910. | 1921. | 1931. | 1948. | 1953. | 1961. | 1971. | 1981. | 1991. | 2001. | 2011. | 2021. |

## Zemljopis i klima
Veprinac je smješten na obroncima Učke, povrh Opatije. Zaštićen je planinama od bure i izvrstna je alternative za odabir prenoćišta umjesto u centru Opatije. Šetnice za Opatiju i za Park Prirode Učka nude šetačima i planinarima ljepote krškog i mediteranskog bilja. Klima je submediteranska a padaline te oblačnih dana u godini ima više nego u južnijim predjelima Jadrana.

## Spomenici i znamenitosti
- Gradska vrata: Neobična gradska vrata s tri otvora u sklopu zgrade komuna, "Komunščice" nalaze se kraj starog kaštela danas privatni stan i izložbeni prostor. Kroz gradska vrata prolazi široki, kamenom popločeni put, koji se račva unutar naselja i vodi kamenim stubama prema najvišoj točki mjesta gdje je smještena župna crkva sa zvonikom.
- Župna crkva sv. Marka: Župna crkva Sv. Marka je srednjovjekovna građevina (1572.) s odvojenim zvonikom. Prema Kobleru gradnja župne crkve pada u 14. st., u vrijeme grofova Devinskih, kada župnu crkvu Veprinca daje izgraditi Ana Stell (Elizabetta Devinska) koja je u Veprincu živjela, te je 1405. pohranjena u riječkoj katedrali. 1680. godine je obnovljena i potpuno barokizirana. Sljedeća je obnova crkve bila 1849. a posljednja 2008.U crkvi su renesansno – barokne korske klupe rustične obrade, kao značajan Zirerov primjerak drvorezbarstva. Veprinac nije imao gradskih utvrda nego obrambeni vrh - akropolski obzidani platou gdje se vjerojatno nalazila prehistorijska tvrđava a danas crkva svetog Marka. Crkva i zvonik, te malo groblje, okruženi su zidom i ostacima fortifikacija. Od dviju obrambenih kula jedna je pretvorena u zvonik 1866. godine a od druge ostale su samo dvije visoke zidine. Izvan ovih zidina na Brituhu nalazi se i stara porušena vojarna.
- Brituh: to je vidikovac iz kojeg se može uživati u predivnoj panorami kvarnerskog zaljeva. Vidi se od Kraljevice pa do otoka Cresa. Na Brituhu su izloženi srednjovjekovni kameni stol ili oltar i ostaci maslinovog toša. Jednom su se tu nalazile dve bombarde za kontrolu male lučice gdje se danas nalazi kupalište Slatina u Opatiji. Danas je u planu grada Opatije renovirati ovo mjesto.
- Crkvica sv. Ane: jednobrodna crkvica s lopicom i zvonikom na preslicu, neraščlanjenog, ravnog začelja. Na zaglavnom kamenu portala isklesan je grb, a u bočnom zidu ugrađena je kamena ploča s grbom, glagoljskim natpisom i 1442. godinom. U unutrašnjosti, na sjevernom zidu uočeni su tragovi fresaka. Nalazi se u Starom Gradu.
- Crkvica sv. Marije: prema obliku slična je crkvici Sv. Ane, te se vremenski također s njom vjerojatno podudara iako izgleda da temelji ove crkvice su najstariji u Veprincu. Nalazi se u Starom Gradu.
- Crkvica sv. Jelene: prema obliku slična je crkvici Sv. Ane no novijeg je datuma. Nalazi se kraj javnog igrališta na račvanju ceste za Stari Grad i Tumpići.

## Kultura i događanja
U Veprincu djeluju više kultruno sportskih udruga:
- Kulturno društvo 'Leprinac' – pjevački zbor
- Speleološka udruga Spelunka
- Udruga mladih i građana Leprinac

Dani proslave su
- Dan Svetog Marka
- Dan Svete Ane
- 1 maj praznik rada

## Obrazovanje
- Osnovna škola Veprinac – područnica Osnovne škole "Rikard Katalinić Jeretov" Opatija

## Sport
U Veprincu postoje jedno veće i manje igralište u Starom Gradu. Veliko je igralište nove tvorevine s malim parkingom, ograđeno je i dio je prilagođen mlađima. Malo igralište za djecu nalazi se uz školu. Na relaciji Zatka – Stari Grad nalazi se također terensko igralište za nogomet zvano Staja jer su tu logorovali (stajali) Romi krajem 19. i početkom 20. Stoljeća.